# Nick Wheeler
Nick Wheeler, född 20 mars 1982 i Stillwater, Oklahoma, är en amerikansk musiker, känd som gitarrist i det amerikanska alternativa rock-bandet The All-American Rejects.

## Diskografi

### Med The All-American Rejects
Studioalbum
- 2003 – The All-American Rejects
- 2006 – Move Along
- 2008 – When The World Comes Down
- 2012 – Kids in the Street

Singlar (på Billboard Hot 100)
- 2002 – "Swing, Swing" (#60)
- 2005 – "Dirty Little Secret" (#9)
- 2006 – "Move Along" (#15)
- 2006 – "It Ends Tonight" (#8)
- 2008 – "Gives You Hell" (#4)
- 2009 – "I Wanna" (#92)